# صالح مسلم
صالح مسلم محمد مسئول روابط خارجی حزب اتحاد دمکراتیک و رئیس مشترک سابق این حزب، و نیز قائم مقام کمیته هماهنگی ملی سوریه است.
مسلم در سال ۱۹۵۱ در نزدیکی شهر کوبانی در استان حلب به دنیا آمد. در سال ۱۹۷۷ با مدرک مهندسی شیمی از دانشگاه فنی استانبول فارغ‌التحصیل شد. برای فعالیت حرفه‌ای به عربستان سعودی رفت. در دههٔ نود میلادی برای فعالیت به زادگاه خود برگشت.
مسلم در که در دهه هفتاد میلادی مشغول تحصیل در دانشگاه فنی استانبول شد متأثر از قیام کردهای عراق به رهبری ملا مصطفی بارزانی به فعالیت برای احقاق حقوق کردهای سوریه مبادرت ورزید. شکست قیام کردهای عراق، اعتقاد مسلم را برای نیل به هدفش راسخ‌تر کرد. او در سال ۱۹۹۸ عضو حزب دموکرات کردستان سوریه شد. او که از عدم تأثیرگذاری الپارتی مأیوس شده بود، در سال ۲۰۰۳ آن را ترک و به اتحاد دموکراتیک پیوست؛ که در آن زمان به عنوان شاخه سوریه حزب کارگران کردستان تأسیس شده‌بود. او که به عضویت هیئت اجرایی اتحاد دموکراتیک درآمده بود سال ۲۰۱۰ به عنوان رهبر حزب انتخاب شد.
مسلم پس از زندانی شدن خود و همسرش در سوریه، به مقر پ.ک.ک در کردستان عراق پناه بردند. هر چند که پس از خیزش مردم سوریه در سال ۲۰۱۱ دوباره به قامشلی در استان حسکه بازگشت. او که نقشی اساسی در ایجاد کمیته هماهنگی ملی سوریه داشت به عنوان قائم مقام آن انتخاب شد.
صالح مسلم در واکنش به حمله ترکیه به شمال سوریه گفت؛ «کردهای سوریه آماده پیوستن به ارتش سوریه هستند.»
صالح مسلم که به همراه آسیه عبدالله ریاست مشترک حزب اتحاد دموکراتیک را بر عهده داشت، در کنگرۀ هفتم این حزب تمدید ریاست خود برای سومین دورۀ‌متوالی را نپذیرفت. این دو نفر جای خود را به رهبران جدید شاهوز حسن و عایشه حسو دادند. صالح مسلم از آن زمان به عنوان مسئول روابط خارجی حزب اتحاد دمکراتیک منصوب شده‌است.

## دستگیری در چک
وی در زمان عملیات نظامی ترکیه در عفرین، برای شرکت در دیداری با حمایت آمریکا به شهر پراگ رفته بود که به درخواست دولت ترکیه توسط جمهوری چک در ۲۵ فوریه ۲۰۱۸ دستگیر شد و گفته شد دادگاهی برای وی تشکیل می‌گردد که احتمال تحویل وی به مقامات ترکیه در آن وجود دارد. ولی روز بعد آزاد شد و اجازه خروج از کشور به او داده شد.